# Polskie banknoty obiegowe (seria monet)
Polskie banknoty obiegowe – seria monet kolekcjonerskich emitowanych przez Narodowy Bank Polski, zainaugurowana 20 czerwca 2023 r. monetą przedstawiająca banknot o nominale 10 złotych.

## Charakterystyka serii[1]
Awers i rewers każdej monety przedstawia dany banknot obiegowy. Dodatkowo umieszczono tam też wizerunek orła ustalony dla godła Rzeczypospolitej Polskiej, napis RZECZPOSPOLITA POLSKA, nominał, stop metalu oraz rok emisji.
Wszystkie monety są zrobione ze stopu Au 999. Wykonano je stemplem lustrzanym, a ich brzegi są gładkie.

## Lista monet
| Lp | Moneta                               | Nominał    | Stop   | Średnica (mm) | Masa (g) | Data emisji      | Nakład | Projekt         | Wizerunek monety |
| -- | ------------------------------------ | ---------- | ------ | ------------- | -------- | ---------------- | ------ | --------------- | ---------------- |
| 1  | Banknot o nominale 10 zł             | 10 złotych | Au 999 | 50,00×25,00   | 31,10    | 20 czerwca 2023  | 1 500  | Robert Kotowicz | awers rewers     |
| 2  | Banknot o nominale 20 zł             | 20 złotych | Au 999 | 50,00×25,00   | 31,10    | 23 stycznia 2024 | 1 500  | Robert Kotowicz | awers rewers     |
| 3  | Banknot o nominale 50 zł (planowana) | 50 złotych | Au 999 | 50,00×25,00   | 31,10    | marzec 2025      | ?      | ?               | ?                |